# 1968 في رومانيا
فيما يلي قوائم الأحداث التي وقعت خلال عام 1968 في رومانيا.

## كتب
من الكتب التي صدرت هذه السنة في رومانيا:
- 1 يناير – الانقلاب: دليل عملي من تأليف Edward Luttwak [الإنجليزية]‏.

## مواليد

### يناير
- 26 يناير – جورج كوزاك لاعب كرة مضرب روماني.

### فبراير
- 12 فبراير – يوان ساباو لاعب كرة قدم روماني.[1]

### أبريل
- 27 أبريل – كريستيان مونغيو[2]

### يونيو
- 25 يونيو – دورينل مونتيانو لاعب كرة قدم روماني.[3]

### يوليو
- 8 يوليو – كريستيان ساسينو لاعب كرة مضرب ألماني.

### أغسطس
- 8 أغسطس – فلورين برونيا لاعب كرة قدم روماني.

### نوفمبر
- 5 نوفمبر – ايون فلادوى لاعب كرة قدم روماني.[4]

### ديسمبر
- 9 ديسمبر – يوان لوبيسكو لاعب كرة قدم روماني.[5]
- 20 ديسمبر – دوينا إيغنات مُجدّفة رومانية.[6]

## وفيات

### سبتمبر
- 4 سبتمبر – فيكتور يليو (مواليد 1912) مخرج أفلام روماني.